# Lindisfarne
Lindisfarne – wyspa pływowa u północno-wschodnich wybrzeży Anglii, w hrabstwie Northumberland. Ze stałym lądem połączona jest groblą komunikacyjną. W 2001 roku Lindisfarne zamieszkiwały 162 osoby.
W 635 roku na Lindisfarne został założony klasztor ufundowany przez Aidana, mnicha z klasztoru na Ionie. W roku 793 klasztor został spalony i splądrowany przez wikingów, a najazd opisany został w Kronice anglosaskiej. Uznany został za pierwszy najazd wojowników ze Skandynawii w historii, otwierający tzw. epokę wikingów. Na miejscu tragedii postawiony został w IX wieku rzeźbiony kamień. Na wyspie znajdują się dwie niewielkie automatyczne latarnie morskie należące do Trinity House: latarnia morska Heugh Hill oraz latarnia morska Guile Point East.
Na Lindisfarne nakręcono film Matnia w reżyserii Romana Polańskiego.